# 박인환상
박인환상(朴寅煥賞)은 대한민국의 문학, 학술상이다. 2020년, 박인환 시인(1926~1956)의 문학정신을 기리기 위해 제정되었고, 강원 인제군과 인제군문화재단, 경향신문, 박인환시인기념사업추진위원회가 운영한다. 시상은 시 부문과 학술 부문(문학논문, 영화평론)으로 나뉘며, 학술 부문의 경우 공모전 형식으로 진행된다.

## 역대 수상자

### 시 부문
|              | 수상자                       |
| ------------ | ---------------------------- |
| 2020년 제1회 | 조창환 <저 눈빛 헛것을 만난> |
| 2021년 제2회 | 고진하 <야생의 위로>         |
| 2022년 제3회 | 문태준 <아침은 생각한다>     |
| 2023년 제4회 | 정끝별 <모래는 뭐래>         |

### 학술 부문 (문학논문)
|              | 수상자                                                                      |
| ------------ | --------------------------------------------------------------------------- |
| 2020년 제1회 | 오문석 <동심원을 넘어서: 박인환의 ‘외접선’에 대하여>                        |
| 2021년 제2회 | 송희복 <박인환의 주지시는 어떻게 노래가 되어갔나 - 시의 언어 양상에 대하여> |
| 2022년 제3회 | 수상자 없음                                                                 |
| 2023년 제4회 | 수상자 없음                                                                 |

### 학술 부문 (영화평론)
|              | 수상자                                                                          |
| ------------ | ------------------------------------------------------------------------------- |
| 2020년 제1회 | 변해빈 <영화가 고통을 마주하는 법: 발언과 침묵의 언어를 중심으로>               |
| 2021년 제2회 | 송상호 <세상의 사라진 타자를 찾아가는 길:<언노운 걸>과 <시>>                    |
| 2022년 제3회 | 송보림 <아이가 집으로 돌아가는 길 - 폴 토마스 앤더슨 감독이 구원을 말하는 방식> |
| 2023년 제4회 | 이병현 <그러므로 깨어 있으라: 박찬욱 선언문>                                    |